# Cuoiopelli Cappiano Romaiano 2006-2007
Questa voce raccoglie le informazioni riguardanti il Cuoiopelli Cappiano Romaiano nelle competizioni ufficiali della stagione 2006-2007.

## Rosa
| N. |                    | Ruolo | Calciatore             |
| -- | ------------------ | ----- | ---------------------- |
|    | Italia (bandiera)  | C     | Niki Agnorelli         |
|    | Italia (bandiera)  | A     | Giacomo Banchelli      |
|    | Brasile (bandiera) | C     | Carlos Cassiano Bodini |
|    | Italia (bandiera)  | C     | Matteo Caciagli        |
|    | Italia (bandiera)  | A     | Davide Carnevale       |
|    | Italia (bandiera)  | C     | Samuele Ceciarini      |
|    | Italia (bandiera)  | C     | Davide Collini         |
|    | Italia (bandiera)  | C     | Federico Conti         |
|    | Italia (bandiera)  | D     | Samuele Emiliano       |
|    | Italia (bandiera)  | D     | Luca Fiuzzi            |
|    | Italia (bandiera)  | P     | Alessandro Flauto      |

| N. |                   | Ruolo | Calciatore         |
| -- | ----------------- | ----- | ------------------ |
|    | Italia (bandiera) | A     | Matteo Girometta   |
|    | Italia (bandiera) | A     | Jonathan Granito   |
|    | Italia (bandiera) | A     | Ivan Graziani      |
|    | Italia (bandiera) | C     | Dario Lenzini      |
|    | Italia (bandiera) | D     | Massimo Macelloni  |
|    | Italia (bandiera) | D     | Emanuel Michelotti |
|    | Italia (bandiera) | C     | Nicolò Sabatini    |
|    | Italia (bandiera) | C     | David Stefani      |
|    | Italia (bandiera) | A     | Alessandro Teggi   |
|    | Italia (bandiera) | D     | Federico Vettori   |
|    | Italia (bandiera) | D     | Alessandro Vinci   |